# アイランド (たばこ)
アイランドは日本たばこ産業(JT)が製造・販売していたタバコのブランドである。日本での販売は元々R.J.レイノルズ・タバコ・カンパニーの取り扱いであったが、2005年5月よりJT取り扱いブランドになり、それに伴い全国発売から沖縄県限定になった。しかし、2006年3月末で販売終了となっている。
日本限定製品であり、アイランドのブランド名は、島国である日本を表している。

## 製品一覧（日本国内販売製品）

### 販売終了製品（JT International製造）
2005年5月1日より日本たばこ産業取り扱いで販売